# 佐賀県立致遠館中学校・高等学校
佐賀県立致遠館中学校・高等学校（さがけんりつ ちえんかんちゅうがっこう・こうとうがっこう）は、佐賀県佐賀市兵庫北四丁目にある県立中学校・高等学校。

## 高等学校の設置学科
- 普通科
- 理数科

## 概要
1988年（昭和63年）に新設高等学校として開校。統合や改名など前身を持つ高等学校を除くと、佐賀県立としては最も新しい高校である。佐賀県教育委員会のモデル校であり、2003年（平成15年）に佐賀県立致遠館中学校（定員：120名）を併設し、併設型中高一貫教育を行うようになった。高校は、男女共学であり普通科、理数科を備える。定員は240名。校名はフルベッキ群像写真で知られる佐賀藩藩校名の致遠館に由来している。

## 沿革
- 1988年（昭和63年） - 佐賀県立致遠館高等学校開校。普通科（英語コース）6学級、理数科2学級。
- 2003年（平成15年） - 佐賀県立致遠館中学校開校 九州で初の中高一貫校となる
- 2006年（平成18年）
  - スーパーサイエンスハイスクール（2006 - 2010年度）に指定される
  - 文部科学省の学力向上フロンティア・ハイスクールに指定される
  - 普通科（人文コース）3クラス、理数科3クラスに変更
- 2011年（平成23年） - スーパーサイエンスハイスクール（2011 - 2015年度）に指定される
- 2016年（平成27年） - スーパーサイエンスハイスクール（2016 - 2021年度）に指定される
- 2022年（令和4年） - スーパーサイエンスハイスクール（2022年度-）に指定される

## アクセス
- JR長崎本線佐賀駅より徒歩20分
- バス停　佐賀市営バス「致遠館前」より徒歩2分

## 校訓
- cultivate（自己啓発）
- create（創造）
- challenge（挑戦）

以上通称「3C」と呼ばれる。
さらにこれに
- cosmopolitanism（国際性）
- character（個性）

を併せて「5C」と呼ばれることもある。

## 学校行事

### 学校行事（高校）
年間を通じてさまざまな行事が催される（4月から日付順）。
入学式
新中学1年生と新高校1年生合同で行われる。入学式で音楽部が校歌を歌うのが定例となっている。
致遠館祭
例年9月上旬に文化祭、体育大会がそれぞれ1日、計2日間かけて校内にて実施される。学校最大の行事の幕開けとして、書道部と音楽部によるオープニングセレモニーが行われる。また、体育大会の団編成は中学校入学定員の減少に伴い、平成25年度致遠館祭にて従来の4団（赤、黄、青、白）から3団（赤、黄、青）へとなった（前年度の優勝団が黄団だったため、白色ではなく黄色が残った）。
芸術鑑賞会
例年10月中旬に、佐賀市文化会館にて大ホールを貸し切り、中高合わせた全校生徒約1200名が伝統芸能や劇、クラシック音楽等を鑑賞する。
生徒会長選挙
生徒会長を決めるための選挙。後期生徒会長として、卒業式の場で祝辞を読む。
遠行
学校創立記念日に、金立いこいの広場まで列をなして歩く遠足で、毎年行われている（雨天中止も多い）。
2018年度は当時佐賀県が開催していた維新博覧会へ参加することを代わりとして実施されなかった。
2019年度は行き先が干潟よか公園になった。
修学旅行
例年2月上旬に、高校2年生が東京と新潟へ4泊5日スキー旅行へ行く。
しかし、2019年度の高校2年生(当時31回生)は翌年からセンター試験廃止及び共通テストへの変更などの入試改革の影響を受け、時期を早めた12月に東京へと行った。また、日程が3泊4日へと変更になった。12月という時期柄、新潟のスキー場は雪が不十分であることを理由に新潟へのスキー研修は実施されず、旅行範囲は東京のみであった。
卒業式
毎年、3月1日に行われる。
例年高校1年生は代表が参加、2年生は全員参加する予定であったが、2019年度の卒業式は新型コロナウイルス感染症対策のために在校生の参加は見送られた。

### 学校行事（中学）
年間を通じてさまざまな行事が催される（4月から日付順）。
入学式
高校と同様。
致遠館祭
高校と同様。
芸術鑑賞会
高校と同様。
遠行
高校と同様。
修学旅行
例年11月に、中学3年生が関西へ行く。奈良、京都、大阪、兵庫に行く。大阪では、ユニバーサルスタジオジャパンに半日滞在がある。
2020年度は新型コロナウイルスの影響で県内と佐世保に、2021年度は県内と大分に、また2022年度は福岡と北九州に変更になった。
生徒会長選挙
生徒会長を決めるための選挙。希望者は全校生徒の前で演説を行ったのち、生徒が投票する。後期生徒会長として、卒業式の場で祝辞を読む。
卒業式
毎年、3月中旬に行われる。
例年1、2年生は全員参加する予定であったが、2019年度以降は新型コロナウイルス感染症対策のために在校生の参加は見送られている。

## 部活動・同好会等

### 部活動・同好会等 中学校
- 音楽部
- 軟式野球部
- テニス部（男・女）
- サッカー部
- バレーボール部（女）
- バスケットボール部（男・女）
- 剣道部
- 陸上部
- 卓球部
- 美術部
- 科学部
- 書道部
- 茶道部
- 放送部
- 総合文化部（高校と合同）

### 部活動・同好会等 高校
- 野球
- 陸上
- バレー
- テニス
- バスケット
- サッカー
- 剣道
- 弓道
- 水泳
- 卓球
- 写真
- 音楽
- 書道
- 放送
- 科学
- ボランティア
- 茶道
- 美術
- 総合文化部(家庭・吟詠剣詩舞・競技かるた・図書・英会話・将棋)

## 校歌
- 作詞：松田武彦
- 作曲：服部公一

## 著名な出身者
- 優木まおみ（女性タレント）
- 片渕茜（テレビ東京元アナウンサー）
- 福地礼奈（NHKさいたま放送局契約キャスター）
- 中村葉月（テレビ長崎元アナウンサー）
- 掛丸翔（漫画家）